# 심플 라이프 (영화)
심플 라이프(A Simple Life)는 2011년 개봉한 홍콩의 드라마 영화이다.

## 줄거리
{{홍콩의 제6세대 영화감독, 유학파 고학력 여성,쉬안화감독 그녀는 서민층의 삶에 관심을 가지고 있었는데, 어느날 로저 리(유덕화 분)의 실제 경험을 듣고 이를 영화화 한다. 어렸을 때, 량씨집안으로 입양이 되어 그집안(로저 리)에서 60년 동안 식모살이를 한다. 주인집 식구들은 모두 외국에 나가있고, 영화 프로듀서인 로저와 함께 살고있다. 어느날 로저가 '소혀가 먹고싶다'라고 말한다. 아타오(주인공)는 이를 듣고 먹지말라고 한다. 혈관이 막힌다고,,,,결국 아타오는 로저의 청을 들어주게 되고, 바로 그 요리(소혀)를 하다가 중풍으로 쓰러진다. 그녀는 엠블란스에 실려가고, 결국 로저에게 짐이 되기 싫어 요양원으로 가고자 한다. 이때 로저(유덕화분)는 병원비를 반반씩 내자고 하며 요양원을 찾는다.요양원장은 로저를 알고 있는 사람이었고, 로저가 가정부를 요양원에 입원시켜 돌봐준다고 최고라며 치켜세운다. 결국 아타오는 요양병원에 입원하게 되고 , 주변에 많은 서민들의 고통을 이야기 듣고 아타오는 한병원 사람들과 함께 어울리며 병간호를 시작한다.로저는 가정부인 아타오와 이과정에서 친숙함을 느끼게 되고, 서로 가차운 관계임을 자각하게 된다. 그러나 아타오는 날로 병약해진다. <중략> 아타오는 임종에 이르게 되고, 그녀의 간단한 삶은 잔잔한 감동을 나누며 몇 몇 사람이 모인 어느 성당(?)에서 장례식을 치르게 된다. 이때 요양병원에서 함께 지내던 킨아저씨가 꽃을 들고 찾아와 영전에 꽃을 받친다. 그는 요양병원에서 아타오에게 말못할 신세를 진 사람이다. 이영화의 홍콩사회의 고령화문제, 돌봄의 문제, 가족문제,,,등을 섬세하게 다루었다. }}

## 캐스팅
- 유덕화 - 로저
- 엽덕한 - 아타오
- 진해로 - 최 간호사
- 왕푸리 - 로저 어머니